# Antoine-Gaspard Couillard
Pour les articles homonymes, voir Couillard.
Antoine-Gaspard Couillard (16 février 1789 - 12 juin 1847) est un seigneur, médecin et homme politique canadien-français. 

## Biographie
Il est né à Saint-Thomas-de-Montmagny en 1789, le fils du seigneur Jean-Baptiste Couillard et Marie-Angélique Chaussegros de Léry, fille de Gaspard-Joseph Chaussegros de Léry. Couillard a étudié au Petit Séminaire de Québec. Stagiaire en droit avec André-Alexandre-Victor Chaussegros de Léry, il décide alors de devenir médecin, étudiant avec Samuel Holmes et René-Joseph Kimber. Il fait ses études à l'Université de Pennsylvanie puis a retourné au Bas-Canada en 1811 et a été autorisé à exercer comme médecin. Il a commencé sa pratique à Québec et Saint-Thomas-de-Montmagny. Il a également été chirurgien pour la milice au cours de la guerre de 1812. Il a hérité une partie de la seigneurie de Rivière-du-Sud après la mort de son père et acquis d'autres parties de la seigneurie, devenant le principal propriétaire. Couillard a été membre du Literary and Historical Society of Quebec. Il était un juge de paix et a été nommé au Conseil législatif du Bas-Canada en 1832. Il a été nommé greffier pour le district de Saint-Thomas en 1842 et du comté de l'Islet en 1844.
Il est mort à Montmagny en 1847.
Sa fille Catherine Charlotte-Éliza maria Alexandre-René Chaussegros de Léry, qui servit plus tard au Sénat du Canada.